# Japonsko na Letních olympijských hrách 1924
Japonsko se účastnilo Letní olympiády 1924 ve francouzské Paříži. Zastupovalo ho 19 mužů ve 4 sportech.

## Medailisté
| Medaile | Jméno          | Sport | Soutěž                   |
| ------- | -------------- | ----- | ------------------------ |
| Bronz   | Kacutoši Naitó | Zápas | muži volný styl do 61 kg |